# Sườn (ẩm thực)

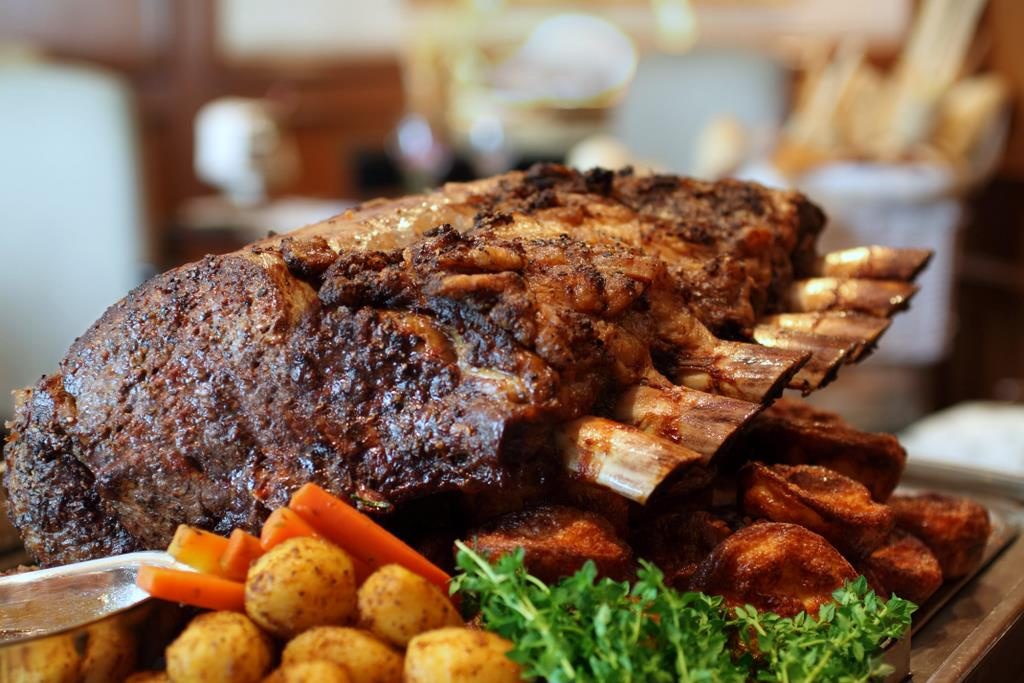
Một dẻ sườn bò nướng

Sườn (Rib) hay lườn hay món sườn trong ẩm thực chỉ về nguyên liệu và những món ăn được làm từ xương sườn của các loài động vật, phổ biến là lợn (sườn lợn), bò (sườn bò), cừu (sườn cừu) và các động vật khác. Về mặt ẩm thực, sườn được xem là một trong các phần thịt (khúc thịt). Thuật ngữ sườn thường đề cập đến phần ít thịt của xương sườn, thường được nấu chín dưới dạng nguyên tảng (ít khi được cắt thành các sườn riêng biệt) hoặc chặt nhỏ để nấu những món khác. Sườn có thể được quay, rang, nướng, chiên, nướng, om hoặc hun khói, ninh như, hầm và cho ra nhiều món ăn đa dạng.

## Đặc điểm
Ở động vật có xương sống, xương sườn là những xương dài cong tạo thành lồng, ở đa số động vật có xương sống, các xương sườn bao quanh ngực. Mặc dù có tên gọi là món sườn nhưng phần ăn được và thường sử dụng chính là phần thịt dắt xương (meat on the bone), tức là người ta vẫn ăn thịt chứ không ăn xương, mặc dù xương sườn có thể dùng để ninh, hầm lấy nước dùng, nước sốt hoặc chiết lấy tủy sau đó bỏ đi. Một số phần xương suon có thể ăn là phần sụn ở đầu xương của phần sườn non. Một bộ xương sườn được phục vụ cùng nhau (5 hoặc nhiều hơn), được gọi là một dẻ sườn. Trong ẩm thực Mỹ, sườn thường đề cập đến sườn heo nướng, hoặc đôi khi là sườn bò, được phục vụ với nước sốt thịt nướng khác nhau. Chúng được phục vụ như một miếng thịt mà thực khách thường xuyên bẻ, xé nát bằng tay, sau đó, khơi ra và ăn thịt từ xương, thời gian nướng chậm, trong khoảng 10-12 giờ tạo ra một thành phẩm để phục vụ.

## Các loại

### Sườn lợn

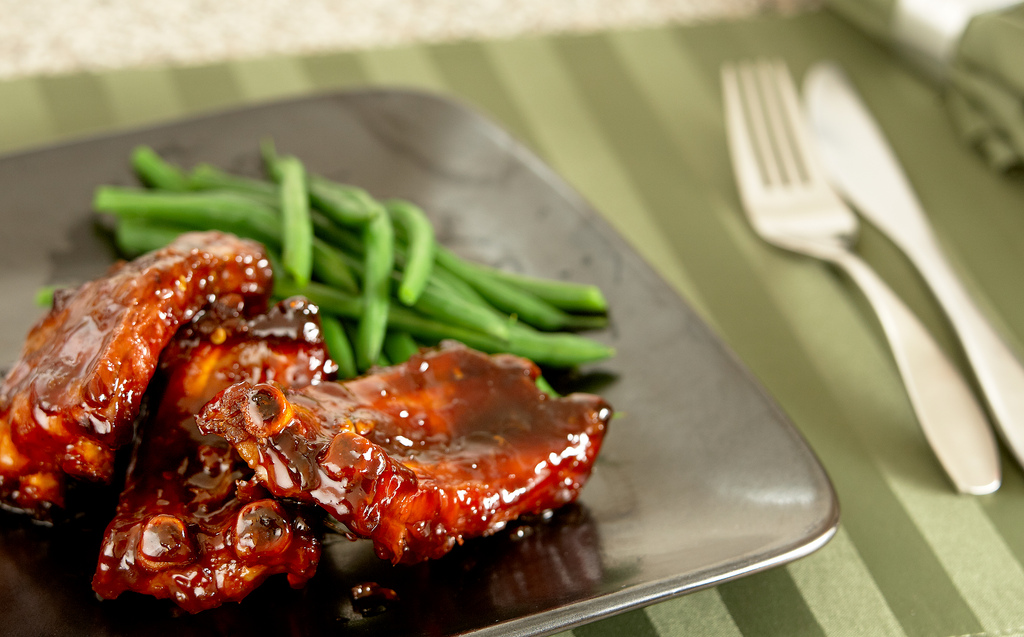
Sườn lợn non

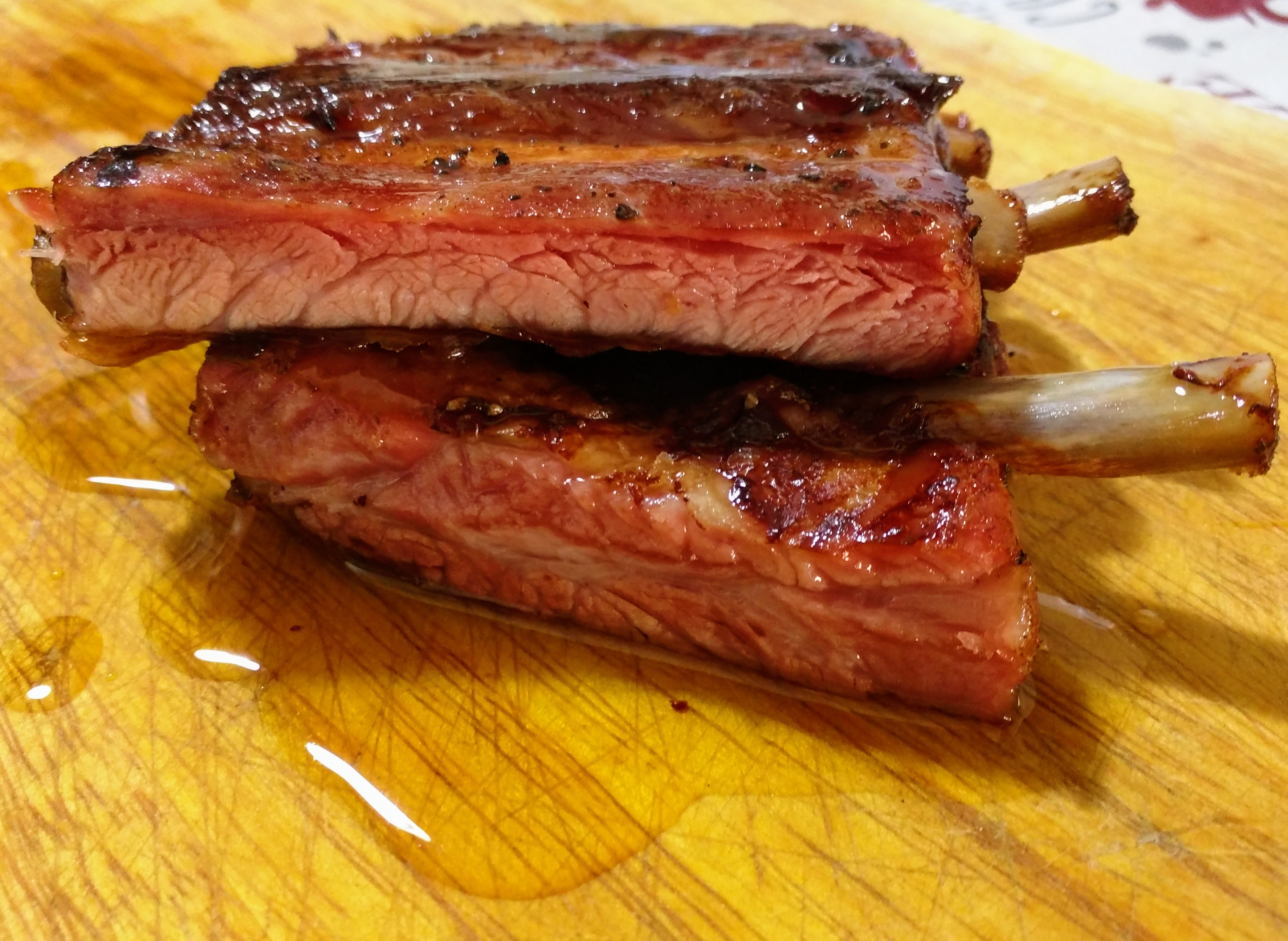
Sườn lợn

Sườn lợn hay sườn heo (Pork ribs) là phần dẻ sườn của con lợn (heo), được lóc từ phần xương sườn của con lợn và có dắt thịt ở trên đó. Đây là một trong những phần thịt từ khúc thịt lợn. Đây là nguyên liệu phổ biến trong ẩm thực các nước châu Á và ẩm thực phương Tây. Sườn heo là một trong những phần hấp dẫn nhất của con heo là nguyên liệu thông dụng nhất của các món Sườn nướng, hay thịt nướng hun khói (BBQ) ngoài ra còn món chả chìa cũng khá phổ biến. Sườn heo có thể chia thành các dạng:
- Sườn miếng hay Sườn cốt-lết (Pork chop hay Meat chop) là phần thịt cốt-lết còn gắn với một đoạn xương sườn-thịt dắt xương (meat on the bone). Phần thịt này hay được tẩm ướp để làm các món nướng, chiên, áp chảo. Cốt lết heo là phần thịt gần thịt lưng (thịt thăn) gắn vào xương sườn của con heo, sở dĩ có tên gọi là cốt lết (hoặc sườn cốt lết) là do phát âm trại ra từ chữ tiếng Pháp là Cotelette.

Đây là phần thịt được chặt vuông góc với xương sống của heo, thường có xương sườn hoặc một phần của đốt sống heo. Sườn cốt lết thường có độ dày 1,5–5cm. Một số cửa hàng thịt lọc riêng khúc thịt này (sườn rút xương), miếng thịt hay được cắt kèm với phần đầu xương sườn, nó cũng khá nạc và cũng được gọi là thịt thăn, phần thịt này cũng hay được sử dụng để làm ruốc hoặc rim mặn.
- Dẻ sườn (trong tiếng Anh gọi là pork ribs hay spare ribs): Là một tảng sườn lớn ở một bên sườn của con lợn (mạn sườn) gồm các cây sườn nối với nhau. Người phương Tây rất thường dùng cả tảng sườn lớn để nướng, khi ăn thì mới cắt theo từng dẻ sườn.
- Sườn cây hay sườn cọng: là từng miếng xương sường riêng rẻ được lấy ra từ dẻ sườn lớn, có độ cong cong như một cái cọng.
- Sườn non (Rib tips): là phần xương sườn nhỏ, xương dẹt, nhiều thịt, ít xương, thường có sụn (sườn sụn). Phần sườn non này là ngon nhất, dùng để chế biến các món như nướng, sườn rim, sườn rang sả ớt, sườn chua ngọt.
- Sườn già là phần sườn có xương to hơn, cứng hơn, ít thịt hơn, khi nấu cần thời gian lâu hơn, thịt dai hơn, thích hợp làm các món canh hầm.

### Sườn cừu

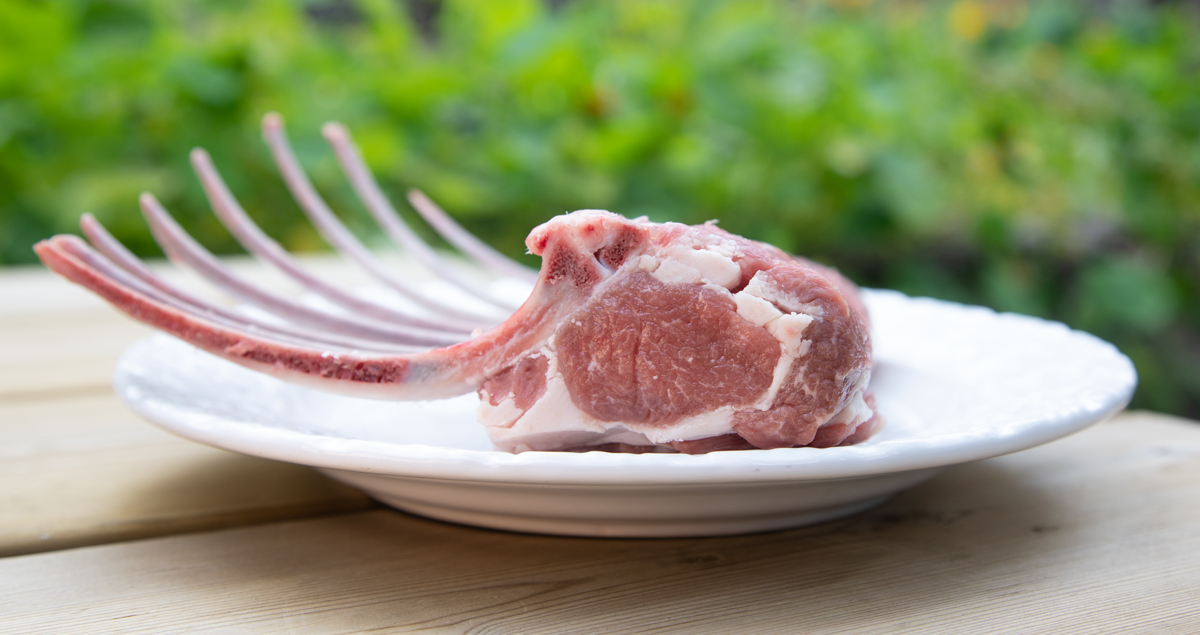
Sườn cừu

Sườn cừu hay dẻ sườn trừu (Rack of lamb hay Carré d'agneau) là một lát thịt cừu được cắt vuông góc với cột sống, và bao gồm 16 xương sườn hoặc sườn. Tại cửa hàng bán lẻ, nó thường được bán độc nhất (chặt theo chiều dọc và bao gồm 8 xương sườn ở một bên), nhưng cũng có thể được bán như là một "đôi dẻ sườn trừu" với xương sườn ở cả hai bên mạn sườn. Sườn cừu được phân loại gồm:
- Sườn cừu lọc sạch là phần thịt sườn cừu cắt miếng, lọc toàn bộ các phần gân, mỡ, màng gân sạch.
- Sườn cừu có xương (rack) có phần thịt dày, phần xương có nhiều thịt nên dùng để chế biến nhiều món ăn khác nhau.
- Sườn cừu cắt kiểu Pháp (Bone in Lamb rack Frenched Cap on) là phần thịt được pha từ sườn cừu đã được lọc toàn bộ các phần gân cho ra phần sườn cừu. Sau khi lọc bỏ mỡ và gân thì sườn cừu cắt kiểu Pháp là phần thịt ba nhất: ngon nhất, đẹp nhất và chất lượng nhất. Cuối cùng sườn cừu được cho vào túi thực phẩm hút chân không và được cấp đông bảo quản ở nhiệt độ -18 độ C đến -22 độ C.

Sườn cừu là món ăn tuyệt vời được ưa thích ở các nước phương Tây. Sườn cừu nướng một món ăn gắn liền với ẩm thực miền Địa Trung Hải. Món ăn được ưa chuộng trong các nhà hàng năm sao. Sườn cừu có tác dụng giữ ấm cơ thể tăng cường lưu thông khí huyết. Theo quan niệm của nhiều quốc gia thì thịt cừu còn đem lại tài lộc và thịnh vượng cho người thưởng thức. Sườn cừu cắt kiểu Pháp là thực phẩm được nhập khẩu nên khi rã đông cần làm đúng cách để có thể giữ được nguyên hương vị và dinh dưỡng bên trong, nên rã đông sườn cừu cắt kiểu Pháp bằng cách cho vào túi bọc thực phẩm đóng kín cho lên đĩa để trong ngăn mát tủ lạnh.

### Sườn bò

Sườn bò nướng trong một bữa tiệc

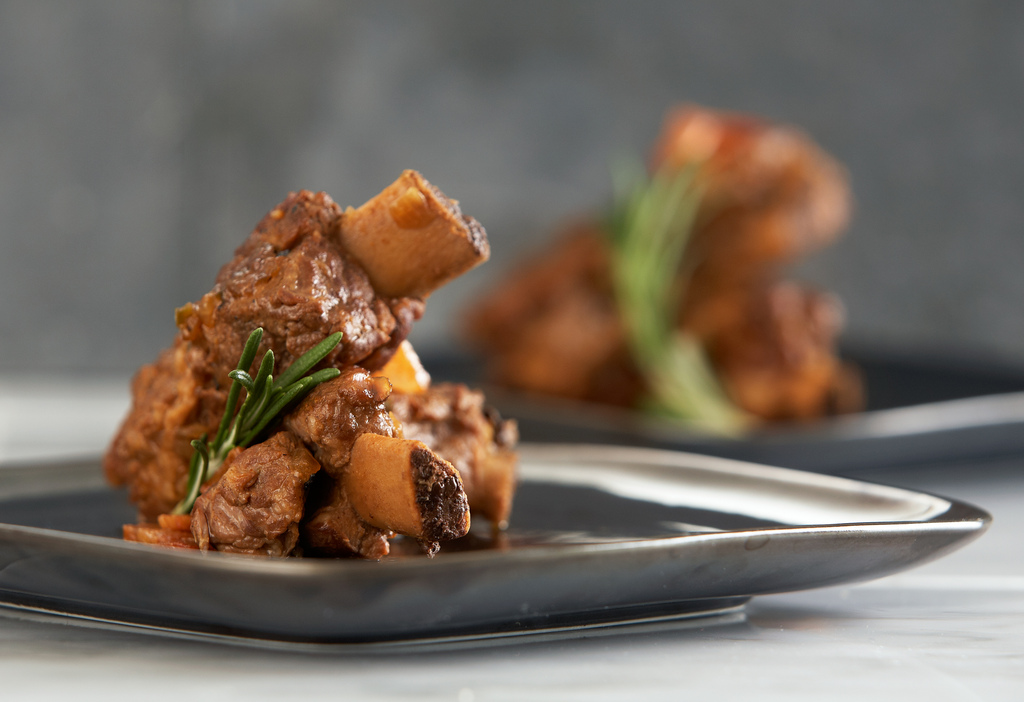
Sườn bẹ (Short rib)

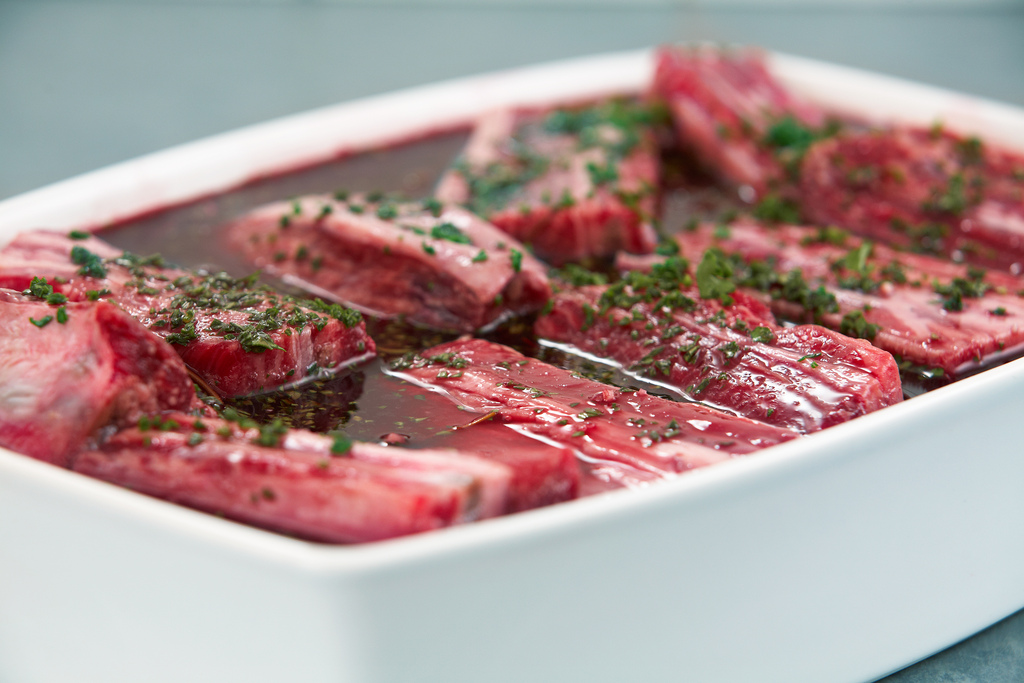
Sườn bẹ tươi

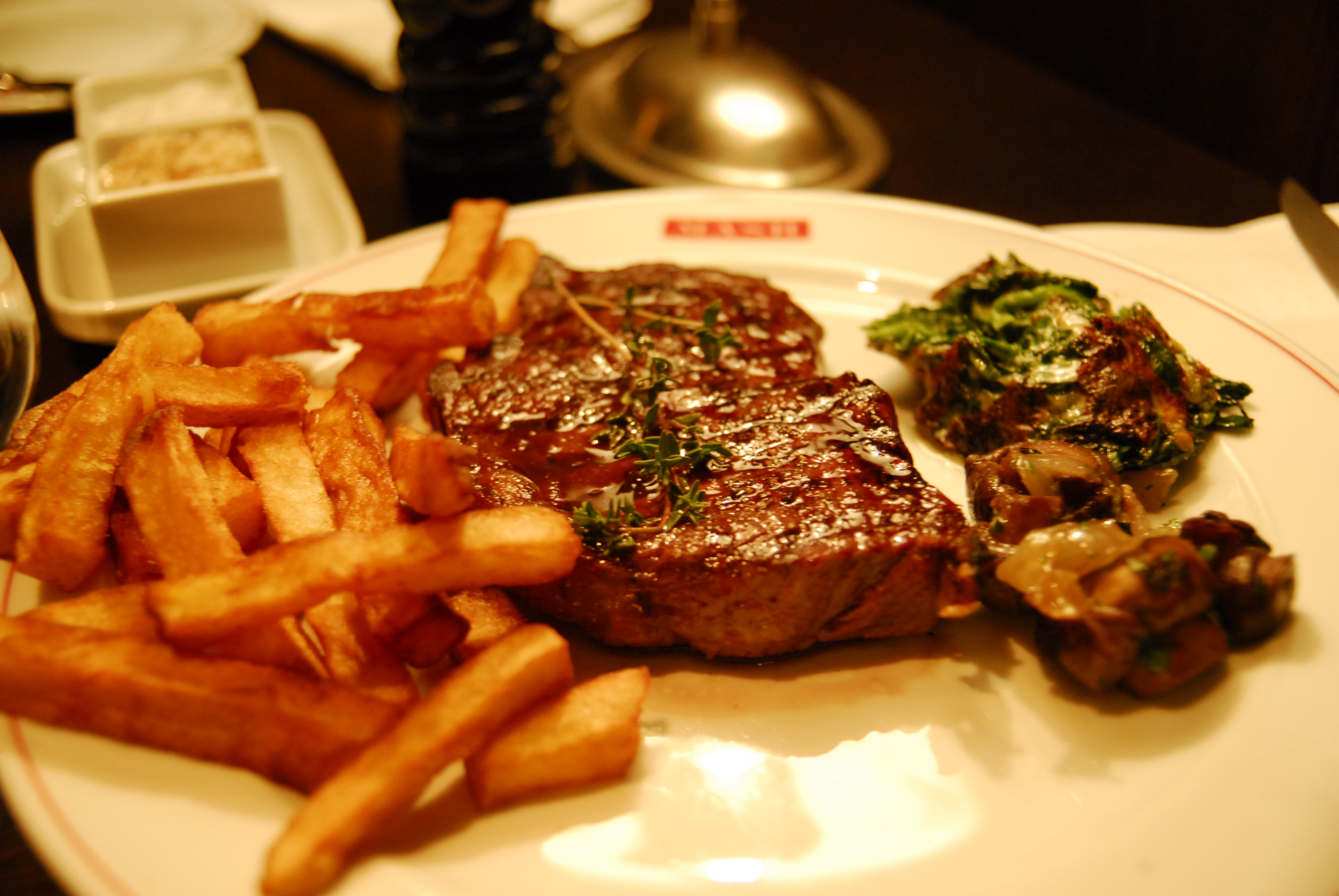
Sườn mắt (Rib eye)

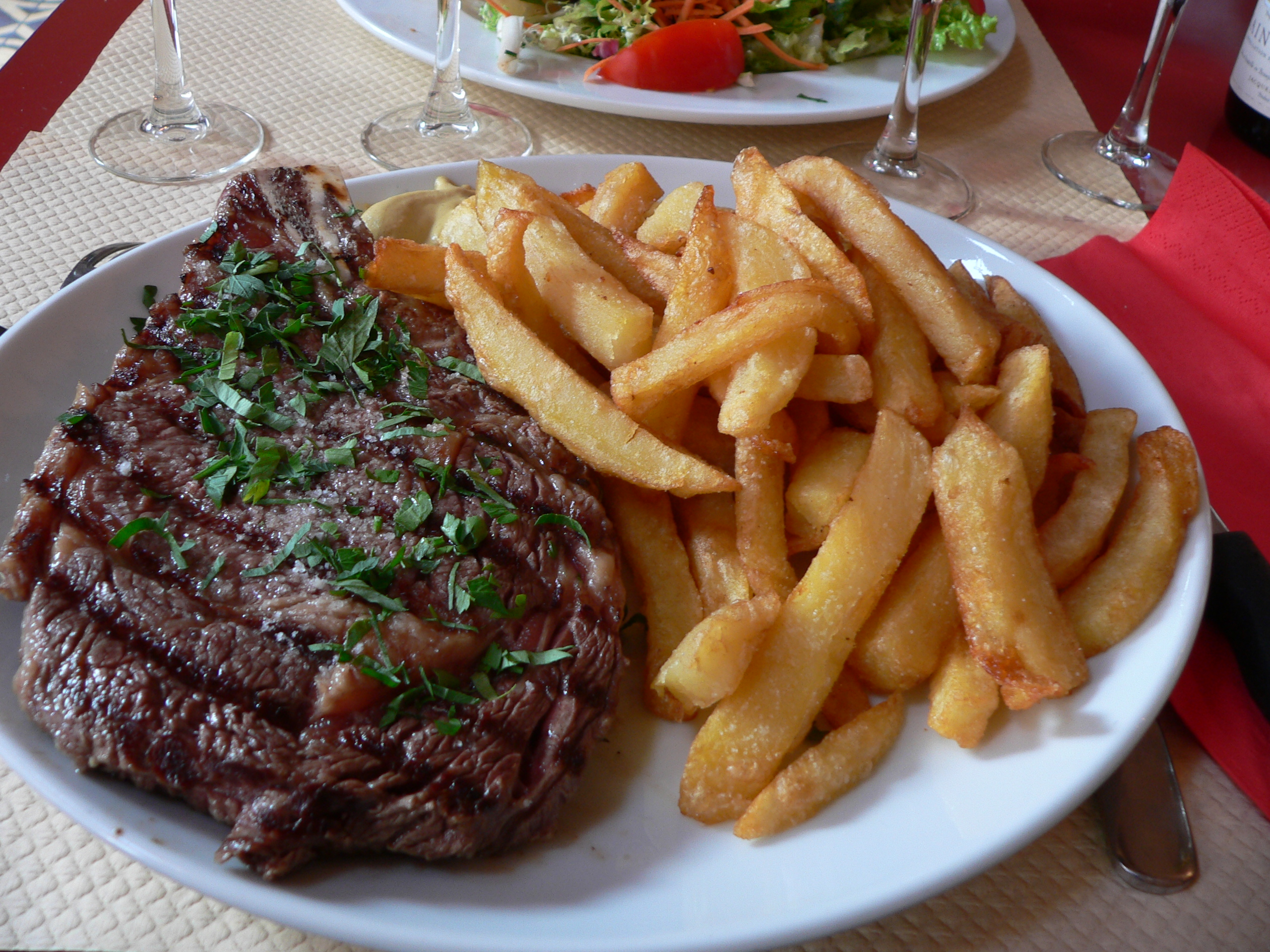
Sườn miếng

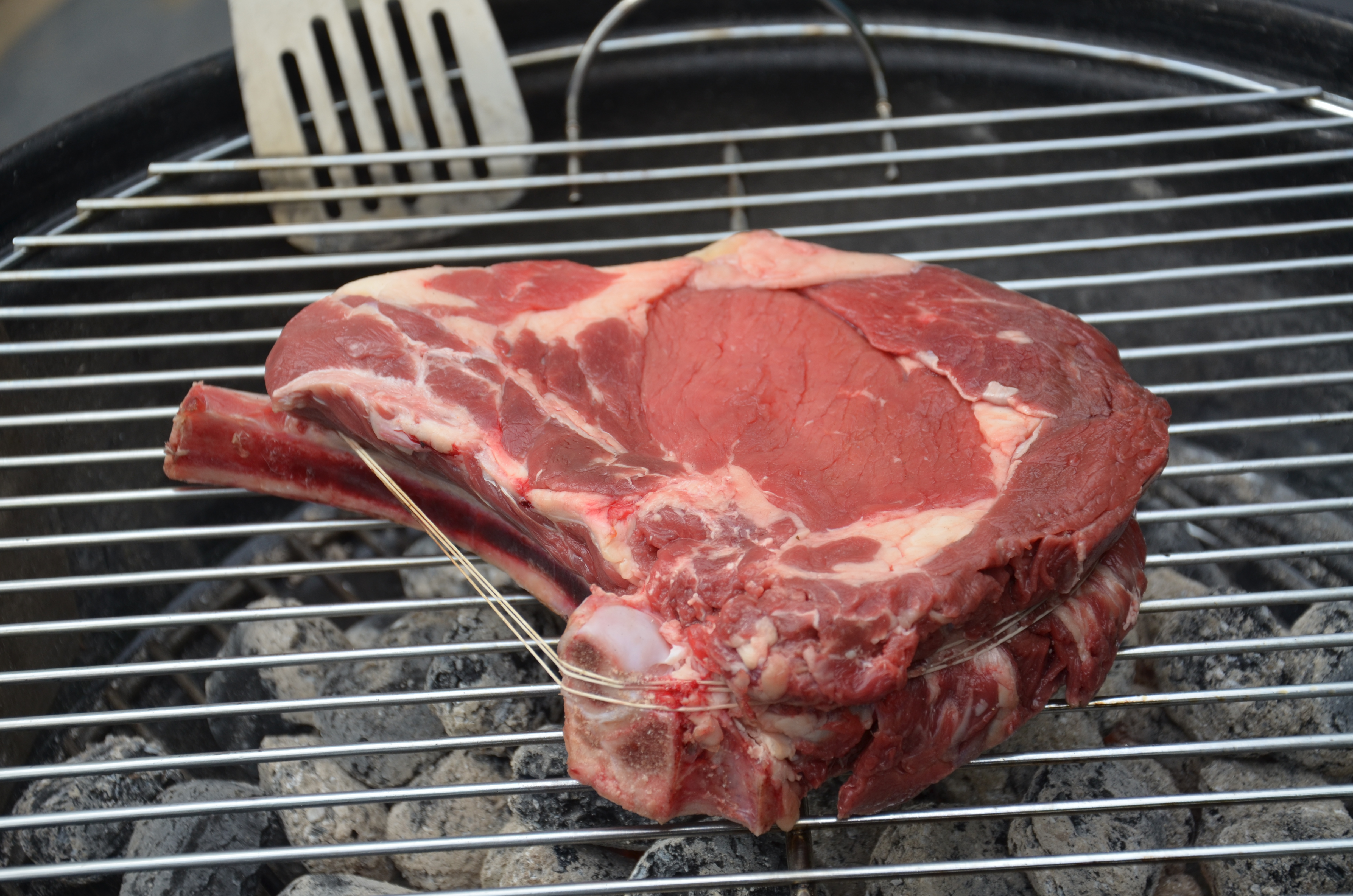
Sườn miếng tươi

Sườn bò (Beef rib) hay lườn (rib) hay còn gọi là dẻ sườn: Là phần thịt được xẻ từ xương sườn của con bò. Thịt dẻ sườn là phần thịt được lọc từ phần sườn trước của con bò (thuộc phần cổ ức), hần thịt này ăn ngon ngọt đậm đà, giòn sừn sựt lại có mỡ phân bố đều và trải dọc theo miếng sườn. Những xương sườn nằm ở giữa sẽ được dùng để chế ra các món sườn nướng truyền thống (thỉnh thoảng được cho là món sườn bò đút lò). Loại xương này còn là nguyên liệu để chế biến các món ăn quen thuộc như món bò hầm kiểu Pháp. Xương sườn giữa khá mềm nên cũng thích hợp để làm các món chiên, nướng. Tại các tiệm thịt của người Việt hay Á châu tại Australia, sườn bò thường được bán theo dây (sườn bò) và tính ký. Sườn bò thường rẻ hơn sườn heo. Từ sườn bò sẽ cho ra sản phẩm khác như:
Nạc lưng (rib eye) hay còn gọi là sườn con mắt hay nạc lưng bò ribeye hoặc còn được gọi là scotch fillet là phần thịt nạc lưng được thẻo từ xương sườn của con bò nhưng không bao gồm xương sườn. Nếu có người ta để cả phần xương sườn thì phần thịt này được gọi là miếng sườn (rib steak). Ở Mỹ, thuật ngữ nạc lưng ribeye thường chỉ riêng phần nạc lưng không có xương, trong khi ở một số nước khác, các thuật ngữ này có thể dùng lẫn lộn cho cả nạc lưng có xương và không có xương.
Sở dĩ được gọi là rib eye (sườn mắt) vì nó chỉ bao gồm phần trên của phần sườn, không bao gồm phần xương, các phần thịt như vậy thuật ngữ trong ngành gọi là eye (con mắt) vì nếu cắt ngang một miếng nạc lưng bò sẽ thấy một dải mỡ chạy giữa miếng thịt, khiến cho miếng thịt sẽ gần giống hình con mắt. Phần mỡ này sẽ bổ sung cho hương vị mềm thơm, béo ngậy của miếng bít tết khi áp chảo hoặc bỏ lò ở nhiệt độ cao.
Phần nạc lưng này cũng là phần vận động nhiều của con bò (so với các phần fillet), nên cho hương vị ngọt rất đặc trưng. Thịt nạc lưng luôn giữ được độ mềm mại hấp dẫn dù có hơi quá tay trong công đoạn chế biến. Nạc lưng có một chút mỡ giắt làm tăng hương vị và độ mềm cửa miếng thịt, một miếng bò bít tết từ phần nạc lưng có thểm xem là một món bít tết thượng hạng. Trọng lượng bình quân 2,2 kg up/pc. Nạc lưng bò là phần thịt ngon nhất và thông dụng nhất để làm món bít tết, do nó có độ mềm, thơm đặc trưng của thịt bò và có pha chút mỡ dắt tạo độ béo ngậy mà người dùng thịt bò ưa thích.
Do nạc lưng bò đã có vị ngọt và thơm đặc trưng của bít tết, khi nấu cần chú ý không cho quá nhiều gia vị, và cần theo dõi thời gian nấu để không chín quá, sẽ làm thịt bị dai và khô. Bít tết nạc lưng bò ngon nhất là chế biến vừa chín tới, thịt sẽ rất mềm và thơm. Khi cắt nạc lưng bò, người xẻ thịt không nên cắt quá dày hoặc quá mỏng. Khoảng chừng 1–2 cm là vừa phải. Nều cắt quá mỏng sẽ rất khó chế biến, vì khó xác định thời điểm thịt vừa chín tới theo đúng yêu cầu. Các nhà hàng chuyên về bít tết có thể cắt miếng bít tết nạc lưng bò dày tới 4–5 cm, tuy nhiên việc chế biến miếng thịt dày như vậy đòi hỏi kỹ thuật cao.
Sườn vai cốt lết (rib steak) là miếng thịt sườn thuộc phần bả vai. Nó được tách ra từ cổ và vai bởi một đường cắt ngang thẳng từ cạnh trên của xương cổ thứ 7 (đốt sống cổ) và qua giữa xương bả vai, sườn vai cốt lết có 4 giẻ sườn. Loại sườn này thu hút những người sành ăn các món nướng barbecue, nướng vỉ và hun khói vì những thớ thịt mềm những lại rất thơm mùi bơ do mỡ tạo nên.
Sườn non là phần thịt được cắt từ phần xương sườn sau khi đã loại bỏ phần sườn chính. Phần thịt này là được cắt từ 1 đường song song từ đoạn cuối của đầu sườn đến phần ức. Miếng thịt này có 7 giẻ. Sườn non có hương vị đặc biệt và thịt khá mềm. Thịt sườn non có nhiều nạc và mỡ xen kẽ. Đây là một phần thịt phổ biến và cũng được dùng trong nhiều món ăn khác nhau. Sườn non rất thích hợp để làm những món nướng vỉ hay than hồng. Phần thịt sẽ vàng đượm, giòn ngon mà không bị khô vì có nhiều vân mỡ.
Sườn bẹ (Short ribs) hay Sườn bụng còn có những tên gọi khác nhau như Kalbi ở Hàn Quốc, Jacorb’s Ladder hay sườn rút xương ở Mỹ (khi miếng sườn được chặt rời cả xương), hoặc asado de tira ở Argentina. Sườn bụng hay sườn bò rút xương là phần thịt được rút bỏ phần xương, có nhiều mỡ dắt nên thịt có độ mềm, ngậy rất đậm đà và ngon, thích hợp làm các món nướng, lẩu, bít tết. Là phần thịt có vị thơm hơn miếng thịt da, có đường vân cẩm thạch chuẩn hơn thịt nạc lưng (các đường vân mỡ xen lẫn giữa các thớ thịt), mùi độc đáo hơn món thịt thăn, hay so về độ dày của miếng thịt thì chúng cũng tốt hơn các loại thịt nạc bụng hay thịt treo. Sườn bụng có độ dai của miếng thịt cao hơn những phần thịt chất lượng khác, người ta có thể cắt chúng thành các lớp mỏng mà không cần phải theo thớ thịt.
Từ chỗ thịt sườn, miếng sườn bụng có thể được cắt theo nhiều cách khác nhau, thường chúng nằm ở vùng xương sườn chỗ bụng đi lên một chút, thấp hơn so với đoạn sườn lưng và thịt thăn gần phần lưng trên của con bò. Khi cắt chúng thành từng miếng với các đoạn xương có độ dài từ 15–20 cm, người ta gọi chúng là lát cắt kiểu Anh. Khi chặt thẳng qua phần xương, dẫn đến từng miếng thịt có khoảng 4-5 đoạn xương ngắn hơn thì người ta lại gọi chúng là phong cách flanken. Cũng như các loại thịt khác, sườn bụng cũng được phân loại dựa trên chất lượng thịt. Loại tốt nhất được cắt từ đoạn trên của xương sườn, gần với nạc lưng. Phần đỉnh trên kéo dài khoảng 16 cm sẽ là nguyên liệu tốt nhất mà có thể chọn. Với những miếng sườn được cắt ở chỗ đó, người ta sẽ thấy được một đoạn xương dài khoảng 16 cm, rộng tầm 4 cm và dày khoảng hơn 1 cm cùng với một lớp thịt chạy dọc xương dày độ 3 cm.
Sườn bụng chính là bộ phận sử dụng cho món nướng, Thịt sườn bụng chứa hàm lượng chất béo cao, lớp mỡ xen kẽ bên trong thớ thịt đóng vai trò như một lớp cách ly, chúng sẽ khiến miếng thịt được nướng lâu hơn. Ngoài ra còn có món sườn bụng được đem hấp trong một thời gian dài cho dến khi các mô liên kết trong miếng thịt chuyển hóa thành gelatin, đồng thời miếng thịt cũng trở nên mềm hơn. Vì chúng có hàm lượng mỡ cao, có thể chế biến món sườn bụng theo phong cách Wagyu (bò Nhật Bản) của người Nhật, chỉ nên nướng món này ở nhiệt độ vừa phải, khoảng 55 °C. Nếu sử dụng nhiệt độ thấp hơn, những thớ mỡ bên trong sẽ giữ nguyên thể rắn và đông lại như sáp, nếu tăng nhiệt độ cao hơn, lớp mỡ sẽ bắt đầu chảy ra, làm cho thịt sườn sẽ mau khô và rắn chắc hơn.
Đối với món Kalbi của Hàn Quốc thì một miếng sườn bụng theo phong cách flanken, với một lát cắt mỏng xuyên qua bụng để lộ ra vài miếng sườn cắt ngang trên bề mặt. Ở những nhà hàng khác, các miếng thịt này chỉ còn một đốt sườn đơn được phết bơ lên trên bề mặt, miếng thịt được cắt mỏng như cánh bướm và được xếp kéo dài thành hình của một con tàu trên đĩa. Ở Argentina, phần thịt này gọi là asado de tira, với một miếng thịt dày, nướng trên ngọn lửa lớn sau khi đã được tẩm ướp hỗn hợp thảo mộc, dầu ăn, giấm trộn trong loại nước xốt đặc biệt có tên là chimichurri là loại nước xốt có màu xanh, đặc trưng ở Argentina. Theo kiểu người Argentina thì khi chế biến, người ta chỉ tẩm ướp muối và tiêu trong suốt quá trình chế biến, có thể thêm vào đó một ít nước sốt theo công thức đặc biệt của họ.
Thịt sườn có xương (Short Ribs hay sườn non), là phần thịt của xương sườn bò, đây là một trong những phần ngon nhất, đặc biệt nhất của con bò. Thịt sườn bò chắc nhưng lại rất ngọt, không hề cứng, mỡ xen trong thịt sườn bò rất mềm, nó làm cho mọi món ăn liên quan đến phần thịt này đều ngon, Vì đặc trưng của phần thịt này, thịt sườn có xương thích hợp với các món Nướng, hầm, lẩu, áp chảo. Thịt bẹ sườn vai (Chuck flap) là phần thịt nằm ở cuối của thịt sườn bò lọc sạch (cắt chéo), phần thịt này so với thịt sườn rút xương thì thang điểm được đánh giá là không kém. Thịt bẹ sườn vai có độ mềm, ngọt và mỡ xen rất nhiều, thích hợp cho các món nướng, lẩu, xào, steak hay áp chảo. Đối với người phương Tây, người ta hay dùng phần thịt này cho nướng cả tảng sườn.